# ديفيد واترس ساذرلاند
ديفيد واترس ساذرلاند (بالإنجليزية: David Waters Sutherland)‏ هو طبيب أسترالي، ولد في 1871 في Buninyong ‏ في أستراليا، وتوفي في 1939 في دنبار في المملكة المتحدة.